# Sydney Long
Sydney Long (20 de agosto de 1871 - 1955) foi um artista australiano.
Embora influenciado pela Escola de Heidelberg, o primeiro sucesso da pintura de Long, 'By Tranquil Waters' (1894), mostra um outro compromisso marcada com o cenário australiano: onde os artistas de Heidelberg como Arthur Streeton e Frederick McCubbin mostraram o Bush como um local de trabalho e de luta (e sentimentalismo ocasional).